# والاس مايلز
والاس مايلز (بالإنجليزية: Wallace Miles)‏ هو لاعب كرة قدم أمريكية ولاعب كرة القدم الكندية أمريكي، ولد في 1 أغسطس 1989 في أتلانتا في الولايات المتحدة.

## وصلات خارجية
- والاس مايلز على موقع JustSportsStats.com (الإنجليزية)